# Illa Clipperton

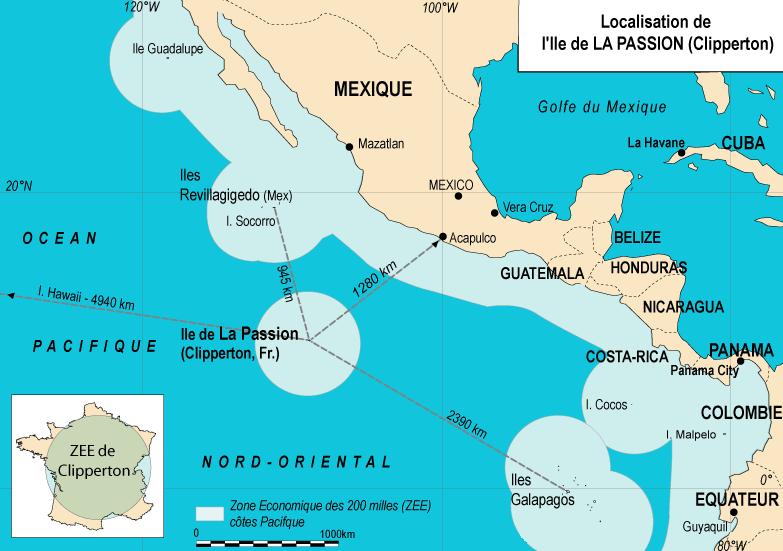
Ubicació

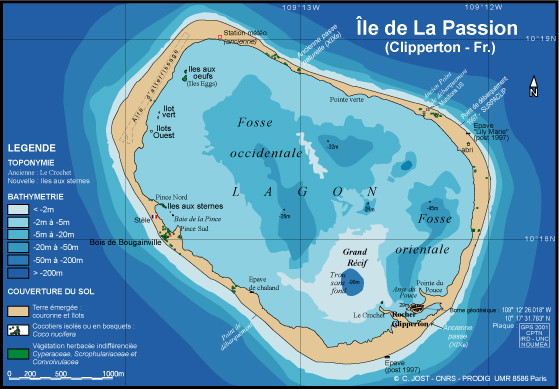
Mapa de l'illa Clipperton

L'illa Clipperton o illa de la Passió (île de la Passion) és un atol de corall deshabitat de 6 km² de superfície i 8 km de circumferència, situat a l'oceà Pacífic septentrional, 1.100 km al sud-oest de Punta Tejupán, a Michoacán (Mèxic), que és el punt de terra ferma més proper. Les seves coordenades són: 10° 18′ 00″ N, 109° 13′ 00″ O / 10.30000°N,109.21667°O. És una possessió de França administrada des de la Polinèsia Francesa per un alt comissionat de la metròpoli. És a 4.930 quilòmetres de Hawaii i a 4.018 de Nuku Hiva, a les illes Marqueses.
Tot i que, a les aigües territorials de l'illa, s'hi han identificat 115 espècies comercials, la tonyina és l'única que ha estat explotada. Fora de la pesca, l'illa no té cap més recurs natural explotable. A causa de la forma anular de l'illa, la llacuna interior està tancada des de fa aproximadament un segle. L'aigua de la llacuna és àcida i està estancada. La roca Clipperton és el punt més elevat, amb 21 m d'altura.

## Clima
Entre maig i octubre, Clipperton és castigada per un sol abrusador, que minva ben poc la resta de l'any. Constantment és assotada per ciclons i tempestes tropicals, especialment durant la temporada de pluges, que va de juny a novembre. La seva precipitació pluvial anual és de l'ordre de 5.000 mm, quantitat a la qual no s'arriba ni a les selves humides del sud-est de Mèxic.

## Vegetació

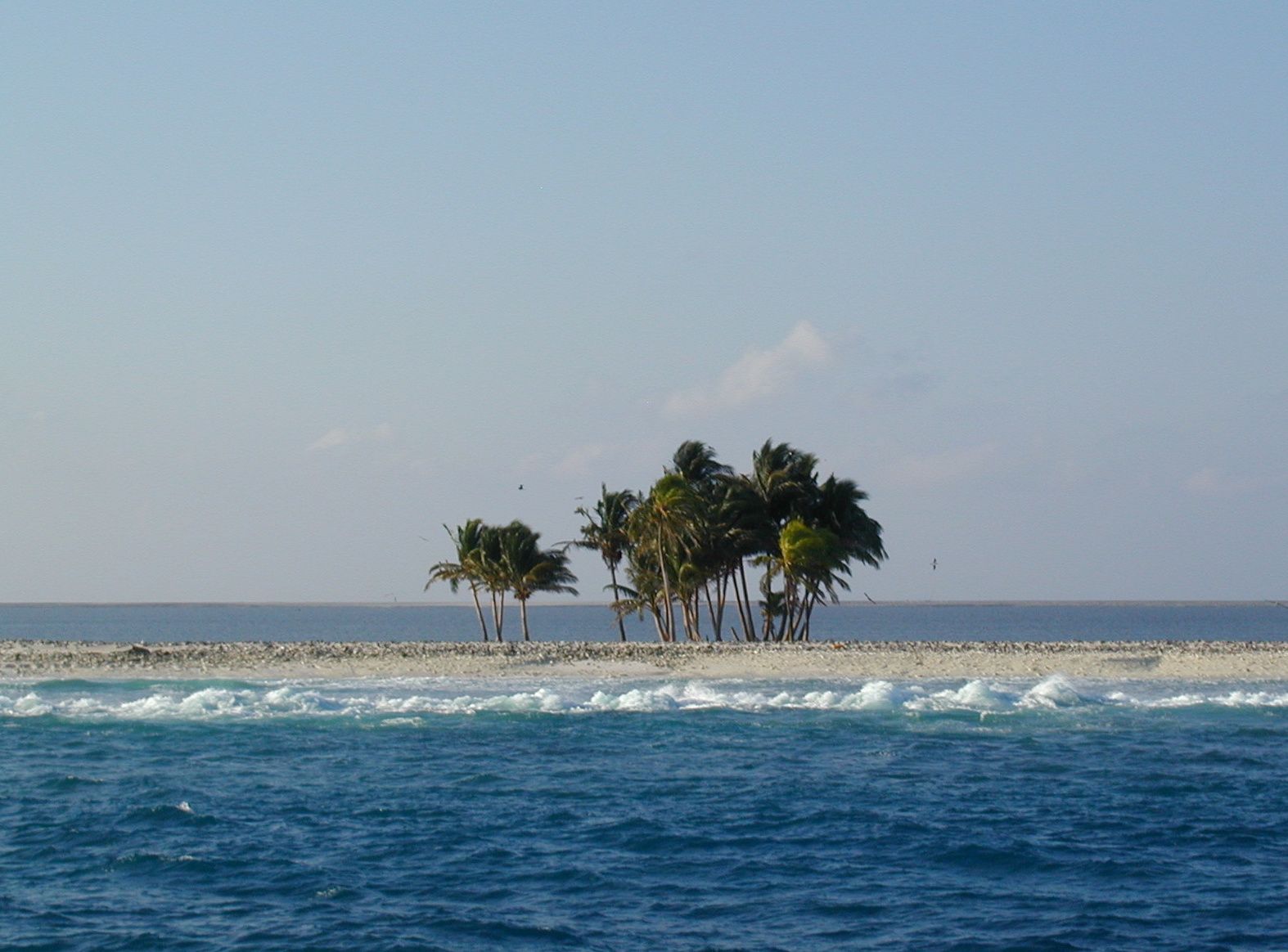
Palmeres a Clipperton

L'illa estava coberta per matolls i algunes palmeres. Es creu que els matolls de l'illa van desaparèixer entre 1858 i 1917. Segons sembla, la vegetació de l'illa va ser delmada per una tempesta tropical i no va ser capaç de regenerar-se a causa del gran nombre de crancs de terra. El 1909 es va publicar un article al ''San Francisco Chronicle'' en què s'especulava amb la possibilitat que la vegetació de l'illa hagués estat arrasada per un tsunami ocasionat per un terratrèmol. Després de la introducció de porcs per part dels recol·lectors de guano, la flora de l'illa es va regenerar perquè els porcs es van aficionar a menjar crancs.
Durant el període d'assentament, la vegetació de l'illa es va multiplicar amb la introducció d'espècies foranes, com la palmera cocotera, que va ser introduïda en l'últim decenni del segle xix. L'única vegetació que hi ha a la superfície són les tretze palmeres plantades per l'alemany Gustav Schultz, que va ser encarregat de l'explotació de guano de l'illa.

## Toponímia
L'illa duu el nom del pirata anglès John Clipperton, que el febrer del 1705 la va visitar i es va pensar que l'havia descobert. Clipperton era tripulant del navili Saint George, que a càrrec del capità William Dampier, atacava i saquejava els galions espanyols de les rutes del Pacífic. Van capturar un petit vaixell als mars de Costa Rica, el van batejar amb el nom de Drake i Clipperton en va prendre el comandament. La llegenda diu que el pirata feia servir l'illa com a refugi i que hi va amagar un tresor. El 1708, dos vaixells francesos, el Princesse i el Découverte, hi van arribar i la van anomenar île de la Passion i la van reclamar en nom de França.

## Història

### Descobriment
L'illa Clipperton va ser descoberta originalment el 1521 per Fernão de Magalhães, que la va albirar, però no hi va desembarcar. Com que Espanya considerava el mar del Sud (oceà Pacífic) com un mar propi, l'illa va ser considerada una part dels seus dominis i va passar a integrar el territori espanyol amb el nom de Médanos, sense ser ocupada.
El 1711, Martin de Chassiron i Michel du Bocage, capitans dels vaixells francesos La Princesse i La Découverte, la van redescobrir, la van anomenar île de la Passion ("illa de la Passió") i la van reclamar per a la sobirania francesa.

### Territori francès de l'Illa de la Passió (1711-1821)
La primera expedició científica va tenir lloc el 1725 i va anar a càrrec del francès M. Bocage, que va viure a l'illa uns quants mesos. El nom d'illa Clipperton ve de John Clipperton, un pirata anglès del segle xix que es rumorejava que hi tenia la seva base d'operacions temporal. Després de la independència de Mèxic, el 1821, aquest país es va considerar hereu dels drets d'Espanya sobre l'illa, per la qual cosa la va incorporar.

### Domini mexicà (1821-1858)
Les constitucions mexicanes de 1824 i de 1857 inclouen explícitament l'illa en el seu territori. L'última, modificada posteriorment, expressava: 
| « | El territori nacional comprèn el de les parts integrants de la Federació i, a més, el de les illes adjacents a tots dos mars. Comprèn, així mateix, l'illa de Guadalupe, les de Revillagigedo i la de la Passió, situades a l'oceà Pacífic. | » |

La Constitució de 1917 va mantenir, en l'article 42, el text anterior, però la menció de l'illa es va eliminar del text constitucional el 18 de gener de 1934. La Companyia Minera Nord-americana del Guano, a l'empara de l'acta de les illes de guano de 1856, va reclamar l'illa per als Estats Units i la va incorporar a les altres reclamacions que feia la companyia Oceanic Phosphate. El 17 de novembre de 1858, sota el govern de Napoleó III, el tinent de navili Victor le Coat de Kerveguen, en nom de França, annexiona l'illa Clipperton com a part de Tahití. No obstant això, aquesta declaració es posa en dubte, ja que l'acta es va redactar en un vaixell mercant i va ser enviada a Hawaii, i l'expedició no va arribar a posar els peus a l'illa.

### Dominis francès i nord-americà (1858-1898)
Mèxic va refermar les reclamacions sobre l'illa el 1897 (segon domini mexicà) i hi va establir una guarnició militar. Els Estats Units en van tornar a prendre possessió durant la guerra Hispano-estatunidenca del 1898. A causa de la demanda de guano, el govern nord-americà havia aprovat una llei que permetia als seus ciutadans extreure el fertilitzant de qualsevol illa deshabitada que no pertanyés a cap país. El 1883, uns promotors de San Francisco que buscaven inversionistes van afirmar que el guano de Clipperton tenia un valor de 50 milions de dòlars. Quan van reunir el capital van enviar a l'illa un petit grup de miners que aviat es va adonar que les condicions per viure-hi eren molt difícils i van comprovar que el guano era de mala qualitat.

### Tercer domini mexicà (1906-1917)
El 1897, una companyia anglesa va comprar els drets de la nord-americana, cosa que va provocar una gran disputa internacional, ja que diversos mitjans nord-americans van aprofitar l'ocasió per dir que Anglaterra estava prenent possessió d'una illa que els pertanyia i que era important pel seu valor econòmic. En saber-ho, França hi van enviar un vaixell i va informar els governs anglès, nord-americà i mexicà de les seves reclamacions sobre l'illa. El general Porfirio Díaz va rebutjar les reclamacions franceses i va notificar que Clipperton havia estat possessió espanyola durant segles i que, per tant, Mèxic l'havia heretat en obtenir la independència.
Mentrestant, Ignacio Mariscal, a l'Hotel Sáenz, arribava a un acord amb el president de la Pacific Island Company per concedir-li el dret d'extracció a l'illa durant vint anys. El 1906, la Companyia Britànica de les Illes del Pacífic va adquirir els drets d'explotació dels dipòsits de guano de l'illa i, juntament amb el govern mexicà, hi va construir un assentament miner. Esperant noues i millors guanys, la companyia anglesa va construir un nou moll i una via curta de ferrocarril a l'atol, va instal·lar equip pesant de molta i va fer portar de San Francisco miners italians, japonesos i d'altres nacionalitats diverses. Durant l'època de més producció hi havia més de cent homes treballant-hi.
Sota les ordres de Porfirio Díaz, aquest mateix any es va construir un far amb un llum d'oli de 10,000 bugies i es va establir una guarnició militar sota el comandament del capità Ramón Arnaud, de la marina mexicana. En el període del 1908 al 1913, prop de cent persones (homes, dones i nens) vivien a l'illa. Cada dos mesos, un vaixell provinent d'Acapulco hi arribava amb provisions, ja que les provinents de San Francisco ja no passaven per aquí. No obstant això, amb l'esclat de la Revolució mexicana, aquest servei es va suspendre i els habitants de l'illa van ser abandonats a la seva sort. El 1908, la Pacific Island Company va cessar les seves operacions a l'illa, ja que era incapaç de trobar mercat per al guano de baixa qualitat de Clipperton i només s'havia dedicat a apilar-lo durant anys. En caure els preus internacionals, finalment, la companyia va desaparèixer el 1910. El gener del 1914, Arnaud va tornar a Clipperton després d'haver-se entrevistat amb Victoriano Huerta per demanar-li provisions. Sis setmanes després, els revolucionaris van capturar el vaixell "Tampico", comandat per Hilario Rodríguez Malpica. Aquest vaixell era el que duia les provisions del port de Topolobampo als habitants de l'illa.
En l'única batalla naval de la Revolució mexicana, Vicente Guerrero va perseguir el Tampico i el va enfonsar davant de Mazatlán. Per primera vegada escassejaven les provisions a l'illa, i els soldats de la guarnició no sabien que el vaixell que les transportava era al fons del mar ni que la Primera Guerra Mundial havia esclatat a Europa. El 28 de febrer de 1914, una goleta nord-americana va encallar a l'escull, però, com que el vaixell de provisions no podria arribar mai, tres marins van decidir navegar els 2.200 quilòmetres en un rai fins a Acapulco a la recerca d'ajuda. A pesar d'haver aconseguit la fita, ja a ningú li interessava rescatar una guarnició huertista perduda en una illa.

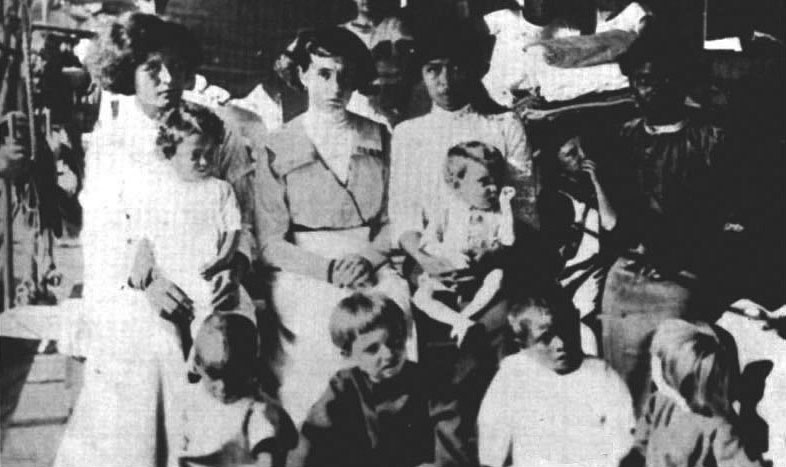
Els onze supervivents de Clipperton: Tirsa Rendon, Alicia Rovira Arnaud, Altagracia Quiroz, Rosalía i 7 infants.

Quan l'Armada dels Estats Units va saber el naufragi del seu vaixell va enviar un creuer per rescatar els supervivents. Cap al 1914, la majoria dels habitants havien mort d'escorbut i els últims supervivents estaven disposats a abandonar l'illa a bord del vaixell de la marina dels Estats Units US Cleveland, que havia arribat a Clipperton el juny del 1914 i havia ofert a la guarnició mexicana dur-la fins a Acapulco. Aleshores només hi quedaven catorze homes, sis dones i sis nens. No obstant això, es diu que el governador militar de l'illa va declarar que l'evacuació no calia, perquè encara li quedaven provisions per a cinc mesos. Arnaud tenia una raó personal molt poderosa: tenia antecedents, ja que havia desertat de l'exèrcit mexicà uns anys abans, delicte pel qual havia estat detingut i jutjat. Els seus superiors haurien pogut interpretar una evacuació com la seva segona deserció i per això es va quedar a cobrir el seu lloc a l'illa.
Els tres anys següents es van caracteritzar per la fam i la mort de la guarnició, ja que, en esgotar-se les provisions, els supervivents es van haver d'alimentar d'ocells, peixos i ous, cosa que tot just assegurava la seva subsistència i posava en risc la seva salut. L'atol tenia tot just sis palmes, que entre totes donaven amb prou feines tres cocos per setmana, la qual cosa no representava suficient vitamina C per sostenir una comunitat de vint-i-sis persones. Abans d'un any, la gent va començar a morir d'escorbut i desnutrició. El 1915 van enterrar quinze persones a la sorra del sud de la llacuna. La resta van continuar esperant l'arribada del vaixell de Mèxic, cosa que mai va passar. Com que els cocos estaven reservats per a les dones i els nens, Arnaud i els seus homes van començar a delirar i a desesperar-se. Un dia del mes de setembre del 1915, a Arnaud li va semblar que havia vist un vaixell i va ordenar als seus homes, tret del farer, que avaressin la llanxa i intentessin arribar-hi per demanar ajuda, però la llanxa va bolcar per les ones i van perdre la vida tots plegats. Arnaud va morir al seu lloc, abandonat per les autoritats mexicanes de l'època a causa de la guerra civil que s'estava lliurant llavors.

### Regne d'Álvarez (1917)
El 5 d'octubre de 1916, el capità Arnaud morí en un intent fallit d'arribar a un vaixell que passava enfront de l'illa utilitzant una canoa, la canoa es va enfonsar amb Arnaud i la resta dels seus homes enfront de l'illa, mentre que la nau va seguir el seu camí. El guardià del far, Victoriano Álvarez va resultar ser l'únic home que quedava a l'illa, juntament amb 15 dones i nens. Aviat, Álvarez s'autoproclamà rei i va començar una escalada de violacions i assassinats, abans de ser ell mateix assassinat per una de les seves víctimes, Tirza Rendón, una de les mainaderes dels fills del capità Arnaud i amb l'ajuda d'Alicia Rovira, l'esposa del capità Arnaud. El 18 de juliol de 1917, gairebé immediatament després de la mort d'Álvarez, 4 dones i 7 nens, els últims supervivents, van ser rescatats per l'USS Yorktown de la marina nord-americana, comandat pel capità H. P. Perril.

### Segon Domini francès
La possessió de l'Illa Clipperton va ser disputada entre Mèxic i França. Aquesta es va acostar al Vaticà perquè aquest prengués una decisió sobre la propietat, en 1930, el Vaticà va assignar aquesta tasca al rei Víctor Manuel III d'Itàlia, qui finalment va decidir a favor de França. Els francesos van reconstruir el far i van establir un lloc militar a l'illa, el qual va durar només 7 anys. A la fi dels anys 30, Clipperton va ser visitada dues vegades pel president nord-americà Franklin Delano Roosevelt, qui tenia intencions d'apoderar-se'n per a convertir-la en una base aèria per a les seves operacions en l'Oceà Pacífic.
El 1944 va ordenar l'ocupació de l'illa per part de la marina comandada per l'almirall Richard Evelyn Byrd, en el que fou una de les operacions més secretes de la Segona Guerra Mundial. En el seu informe, Byrd va suggerir obrir un passatge a la vora de l'atol i dragar la llacuna perquè atraquessin vaixells de provisions i vaixells cisterna, no obstant això, mai es va dur a terme el projecte. El 1962, la independència d'Algèria va deixar França sense camp per a proves nuclears. Per aquest motiu, el Departament de Defensa de França va considerar Clipperton com a substitut, no obstant això, a causa del clima hostil de l'illa i a la seva ubicació remota, es va descartar aquesta possibilitat.
Durant la dècada dels 70, es va explorar la possibilitat d'obrir la llacuna i desenvolupar la badia com centre turístic i de comerç. El 1981, l'Acadèmia de Ciències per als Territoris d'Ultramar va suggerir que l'illa hauria de comptar amb la seva pròpia infraestructura, amb un aeroport i un port pesquer en la llacuna. Això implicaria obrir la llacuna creant un passatge en l'atol. Per a això, es va arribar a un acord amb l'Alt Comissionat de la Polinèsia Francesa perquè l'atol es convertís en propietat de l'Estat Francès. No obstant això, tenint en compte la despesa econòmica, la distància i la grandària de l'atol, el projecte mai va ser portat a terme.
Els francesos planejaven convertir a l'illa en un abocador nuclear, però Mèxic i els Estats Units van convèncer França d'abandonar els seus plans. L'illa ha estat abandonada des de la fi de la Segona Guerra Mundial i només ha estat visitada per pescadors esportius, patrulles de la marina francesa i pescadors mexicans de tonyina i tauró. En una ocasió Jacques-Yves Cousteau va visitar l'illa al costat del seu equip de bussos i un supervivent de l'evacuació de 1917, Ramón Arnaud Rovira, fill del capità Ramón Arnaud.
El 2003, Lance Milbrand va romandre-hi durant 41 dies per a una expedició de National Geographic, gravant les seves aventures en vídeo. El 2005, l'ecosistema de Clipperton va ser extensivament estudiat durant 4 mesos per una expedició científica organitzada per Jean-Louis Étienne, amb l'objecte de fer un inventari complet dels minerals, vegetals i animals oposats a l'illa. Clipperton és freqüentment usada pels francesos per a referir-se despectivament a la importància dels territoris francesos d'ultramar.